# Situation
«Situation» es el tercer sencillo del dueto inglés Yazoo, formado por Alison Moyet y el teclista Vince Clarke, desprendido de su álbum Upstairs at Eric's, publicado en disco de vinilo de 7 y 12 pulgadas en 1982, aunque solo en Estados Unidos pues en el Reino Unido ya había sido publicado como lado B del sencillo Only You. Es un tema compuesto por Vince Clarke y Alison Moyet.

Situation aparece en varias series y películas como The Rules of Attraction o Take Me Home Tonight.

## Formatos
7 pulgadas Sire 7-29953  Situation
| Lado A |             |          |  |
| N.º    | Título      | Duración |  |
| 1.     | «Situation» | 3:44     |  |

| Lado B |                           |          |  |
| N.º    | Título                    | Duración |  |
| 1.     | «Situation» (Dub version) | 3:13     |  |

12 pulgadas Sire 0-29950 A  Situation
| Lado A |             |          |  |
| N.º    | Título      | Duración |  |
| 1.     | «Situation» | 5:40     |  |

| Lado B |                           |          |  |
| N.º    | Título                    | Duración |  |
| 1.     | «Situation» (Dub version) | 5:45     |  |

## Situation - Remix
Situation se reeditó en 1990, en formato digital, y por primera vez en el Reino Unido.
Situation (Remix) fue el nombre que obtuvo esta reedición y llegó a alcanzar el puesto 14 del ranking británico, pese a que la banda ya había dejado de existir siete años antes.

### Formatos
7 pulgadas Mute YAZ4  Situation - Remix
| Lado A |                                   |          |  |
| N.º    | Título                            | Duración |  |
| 1.     | «Situation» (Deadline Mix - Edit) | 2:40     |  |

| Lado B |                                    |          |  |
| N.º    | Título                             | Duración |  |
| 1.     | «State Farm» (Madhouse Mix - Edit) | 3:18     |  |

12 pulgadas Mute YAZ4  Situation - Remix
| Lado A |                                          |          |  |
| N.º    | Título                                   | Duración |  |
| 1.     | «Situation» (The Agressive Attitude Mix) | 6:54     |  |

| Lado B |                                   |          |  |
| N.º    | Título                            | Duración |  |
| 1.     | «Situation» (Deadline Mix – Edit) | 6:52     |  |
| 2.     | «State Farm» (Madhouse Mix)       | 5:26     |  |

En formato digital de CD
| Mute CD4 Situation - Remix |                                          |          |  |
| N.º                        | Título                                   | Duración |  |
| 1.                         | «Situation» (Remix)                      | 2:24     |  |
| 2.                         | «State Farm» (Madhouse Mix - Edit)       | 3:19     |  |
| 3.                         | «Situation» (The Agressive Attitude Mix) | 6:54     |  |
| 4.                         | «Situation» (Pace Dub)                   | 4:56     |  |

| Mute LCD4 Situation |                                                   |          |  |
| N.º                 | Título                                            | Duración |  |
| 1.                  | «Situation» (1982 US Remix by François Kevorkian) | 5:45     |  |
| 2.                  | «State Farm» (Original 12” Mix)                   | 6:47     |  |
| 3.                  | «Situation» (Original 7” Mix)                     | 2:27     |  |
| 4.                  | «State Farm» (Original 7” Mix)                    | 4:11     |  |

## Situation - Remixes
Situation se relanzó en una nueva mezcla, en ocasión del lanzamiento del álbum compilatorio Only Yazoo, esta vez bajo la denominación Situation - Remixes, en 1999. Esta edición se ubicó en el puesto 154 del ranking británico.

### Formatos
| Mute CD6 Situation - Remixes |                                                             |          |  |
| N.º                          | Título                                                      | Duración |  |
| 1.                           | «Situation» (Club 69 Radio Mix)                             | 3:21     |  |
| 2.                           | «Situation» (Club 69 Speed Mix)                             | 9:58     |  |
| 3.                           | «Situation» (Richard “Humpty” Vission Visits The Dome Mix)  | 6:47     |  |
| 4.                           | «Situation» (Dave Ralph's Tea Freaks English Breakfast Mix) | 9:05     |  |
| 5.                           | «Situation» (Deadline Mix)                                  | 6:55     |  |
| 6.                           | «State Farm» (Madhouse Mix)                                 | 5:27     |  |
| 7.                           | «Situation» (Daniel Miller / Mark Saunders 12” Mix)         | 5:04     |  |
| 8.                           | «State Farm» (Play-Doh Dub)                                 | 4:53     |  |
| 9.                           | «Situation» (Original US Dub)                               | 5:44     |  |
| 10.                          | «Situation» (vídeo de 1990)                                 | 3:01     |  |
| 11.                          | «Only You» (vídeo de 1999)                                  | 3:02     |  |

## Otras Versiones
Este tema fue reversionado por varios artistas, entre ellos Tom Jones, en 1994. El riff de teclados y otras partes fueron sampleados y aparecen en varios temas. Por ejemplo, en el éxito internacional Macarena de Los Del Río, la risa que se escucha al comienzo es la de Alison Moyet en Situation.
Otras canciones que utilizaron sampleos fueron:
- The Saturdays - "If This Is Love"
- Heidi Montag - "Body Language"
- Flying Steps - "In Da Arena (Situation)"
- Charli Baltimore - "Lose It"
- Snoop Dogg - "Boom"
- Pitch Shifter - "I Wanna Be Free (Space & Time Mix)"